# انباشت بخار فیزیکی پرتو الکترونی
انباشت بخار فیزیکی پرتو الکترونی یا EBPVD، روشی از انباشت بخار فیزیکی است که در آن آند هدف با یک پرتو الکترونی به وسیله یک رشته تنگستن برانگیخته تحت خلاء بالا بمباران می‌شود. پرتوی الکترون اتم‌های هدف را به فاز گاز تبدیل می‌کند. سپس این اتم‌ها به فرم جامد بر روی سطح می‌نشینند، همه چیز را در محفظه خلاء (در راستای خط دید) با لایهٔ نازکی از مادهٔ آند می‌پوشانند.

## معرفی
انباشت لایه نازک فرایندی است که در صنایع نیمه رسانا برای تولید مواد الکترونیکی، در صنایع هوافضا برای ایجاد پوشش‌های حرارتی و شیمیایی برای حفاظت از سطوح در برابر خوردگی، در اپتیک برای انتقال و عبور خواص بازتاب دهنده به بستر و جاهای دیگر در صنعت و برای تغییر سطوح برای داشتن خواص مورد نظر استفاده می‌شود. فرایند انباشت می‌تواند به‌طور کلی به دو دسته انباشت بخار فیزیکی (PVD) و انباشت بخار شیمیایی (CVD) طبقه‌بندی شود. در CVD، رشد فیلم در دماهای بالا اتفاق می‌افتد، منجر به تشکیل محصولات گازی خورنده شده و ممکن است ناخالصی‌هایی در فیلم بر جا بگذارد. در حالی که فرایند PVD می‌تواند در دمای پایین‌تر و بدون محصولات خورنده انجام شود، اما نرخ انباشت معمولاً کمتر از حالت دیگر است. با این حال انباشت بخار فیزیکی الکترونی، نرخ انباشت بسیار بالایی از ۰٫۱ تا ۱۰۰ میکرومتر در دقیقه در دماهای نسبتاً پایین، با بازده بسیار بالای کاربرد ماده دارد.

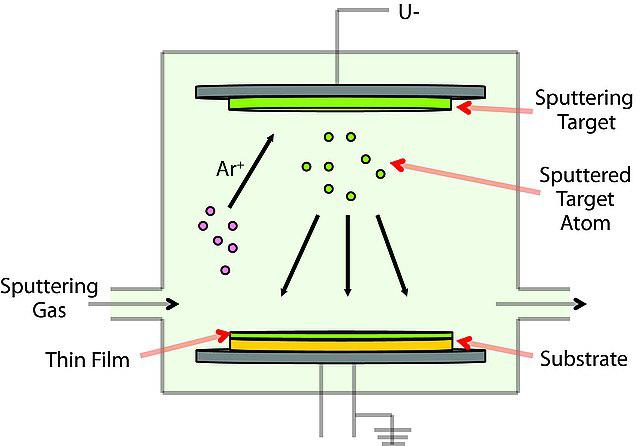
شکل ۱. شماتیک رسوب‌دهی فیزیکی بخار

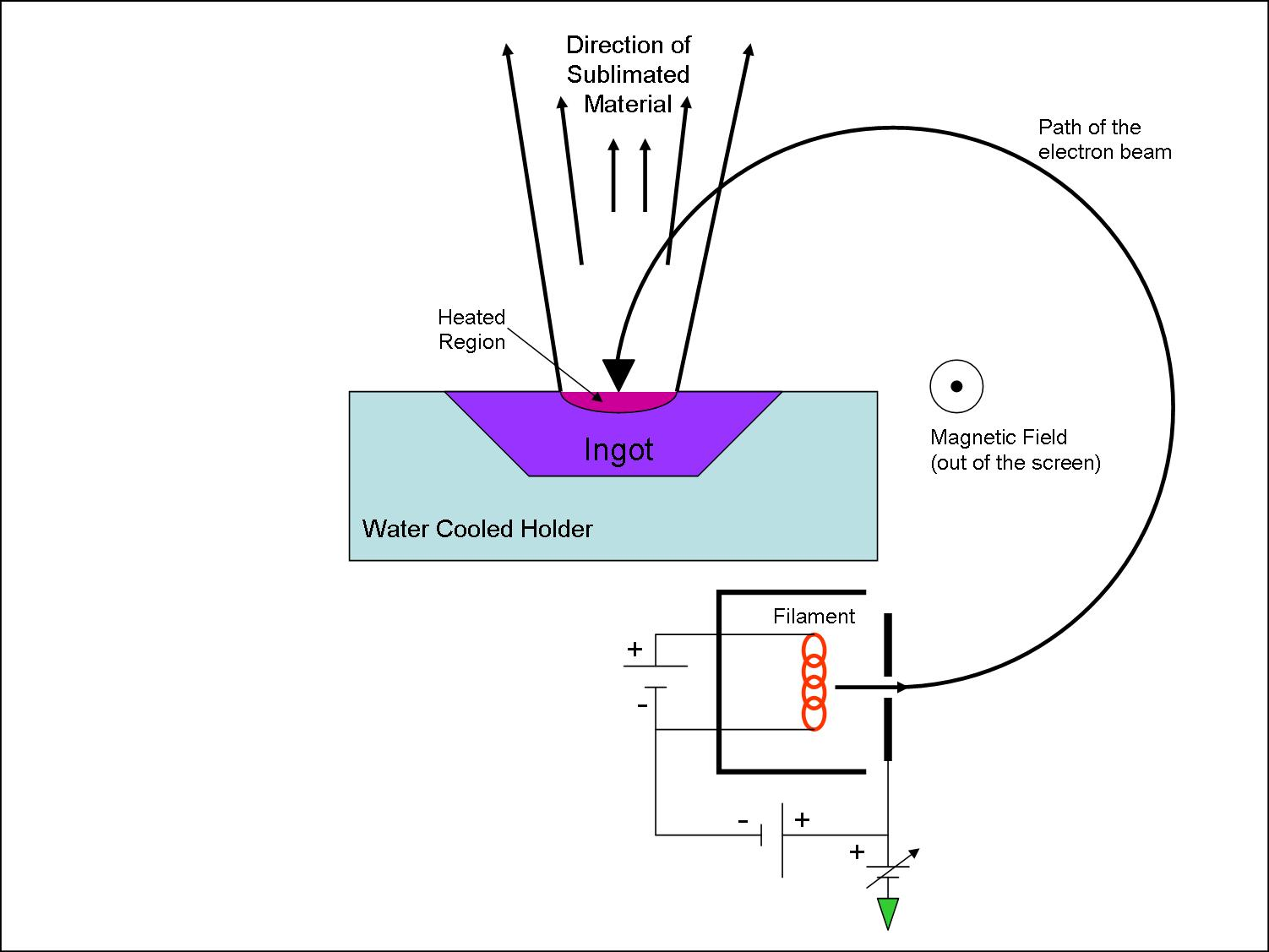
شکل ۲. تراز الکترومغناطیسی. این شمش‌ها در یک پتانسیل مثبت نسبت به رشته‌ها نگهداری می‌شود. برای جلوگیری از تداخل شیمیایی بین رشته و مواد شمش مانند، رشته خارج از دید قرار داده شده‌است. یک میدان مغناطیسی برای هدایت پرتو الکترون از منبع آن به محل شمش استفاده می‌شود. یک میدان الکتریکی اضافی برای هدایت پرتو بر روی سطح شمش، با امکان گرم شدن یکنواخت استفاده می‌شود.

## روند انباشت لایه نازک
در یک سیستم EBPVD، محفظه انباشت باید تا فشار حداقل ۷٫۵ ×۱۰−۵ Torr (10 -2 Pa) تخلیه شود تا اجازه عبور الکترون‌ها از تفنگ الکترون به ماده تبخیری داده شود که می‌تواند به شکل یک شمش یا میله باشد. بعلاوه، برخی از سیستم‌های EBPVD نوین از سیستم مهار قوس استفاده می‌کنند که باعث می‌شود بتوانند در خلاء پایینی مثل ۵٫۰ ×۱۰−۳ Torr برای شرایطی مانند استفاده موازی از اسپکترومغناطیس مگنترون استفاده شوند. انواع مختلفی از مواد تبخیری و اسلحه الکترونی می‌توانند به‌طور همزمان در یک سیستم EBPVD استفاده شوند که هر کدام توانی از ده‌ها تا صدها کیلووات دارند. پرتوهای الکترونی می‌تواند به روش‌های انتشار ترمونیونی، انتشار الکترون‌های میدان یا روش قوس الکتریکی ایجاد شود. پرتو الکترون به وجود آمده به انرژی جنبشی بالا شتاب می‌گیرد به مواد تبخیری هدایت می‌شود. با توجه به مواد تبخیری، الکترون‌ها انرژی خود را بسیار سریع از دست می‌دهند. انرژی جنبشی الکترون‌ها از طریق تعامل با مواد تبخیری به شکل‌های دیگری از انرژی تبدیل می‌شود. انرژی حرارتی تولید شده مواد تبخیر را گرم می‌کند باعث می‌شود ذوب شود. هنگامی که درجه حرارت و سطح خلاء به اندازه کافی بالا باشد، بخار از فاز ذوب یا جامد حاصل می‌شود. سپس بخار حاصل می‌تواند برای پوشش دادن سطوح استفاده شود. ولتاژ شتاب‌دهنده می‌تواند بین ۳ تا ۴۰ کیلو ولت باشد. هنگامی که ولتاژ شتاب‌دهنده ۲۰–۲۵ کیلو ولت و جریان پرتو در حد چند آمپر است، ۸۵ درصد انرژی جنبشی الکترون را می‌توان به انرژی حرارتی تبدیل کرد. بخشی از انرژی الکتریکی حین تولید اشعه ایکس و انتشار الکترون‌های ثانویه از دست رفته‌است.
سه پیکربندی اصلی EBPVD، تراز الکترومغناطیسی، فوکوس الکترومغناطیسی و پیکربندی قطره وجود دارد. در تراز الکترومغناطیسی و فوکوس الکترومغناطیسی ماده تبخیری به شکل یک شمش است، در حالی که در پیکربندی قطره از شکل میله استفاده می‌شود. شمش‌ها در یک مایع مایع یا قلیایی محصور می‌شوند، در حالی که یک میله در یک طرف در سوکت نصب می‌شود. هر دو محلول و سوپاپ باید خنک شوند. این معمولاً توسط گردش آب انجام می‌شود. در مورد شمش‌ها، مایع ریخته شده روی سطح آن می‌تواند شکل بگیرد که می‌تواند با جابجایی عمودی شمع ثابت باشد. نرخ تبخیر ممکن است به ترتیب 10 −2 گرم / (cm 2 · s) باشد.

## روش‌های تبخیر مواد
دیرگداز کاربیدهایی مانند تیتانیوم کاربید و بردیدهایی مانند تیتانیوم بورید و بورید زیرکونیوم می‌توانید بدون تجزیه شدن در فاز گازی تبخیر شوند. این ترکیبات به صورت تبخیر مستقیم ذخیره می‌شوند. در این فرایند، این ترکیبات، به شکل یک شمش فشرده، در خلاء توسط یک پرتو الکترونی با انرژی متمرکز بالا تبخیر می‌شوند و بخارها به صورت مستقیم بر روی بستر می‌چسبند.
برخی از اکسید و کاربیدهای مقاوم در برابر حرارت، در طی تبخیر توسط پرتو الکترونی، قطعه قطعه می‌شوند و منجر به استوکیومتری متفاوت با مواد اولیه می‌شود. به عنوان مثال، هنگامی که آلومینا با پرتو الکترونی تبخیر می‌شود، به آلومینیوم، AlO 3 و Al 2 O اتصال می‌یابد. بعضی از کاربیدهای مقاوم در برابر حرارت مانند کاربید سیلیکون و کاربید تنگستن بر اثر گرما تجزیه می‌شوند و عناصر جدا شده نوسانات مختلفی دارند. این ترکیبات می‌توانند روی بستر توسط تبخیر واکنشی ذخیره شوند. در فرایند تبخیر واکنش، فلز از شکل شمش مانند توسط پرتو الکترونی بخار می‌شود. بخارات توسط گاز حمل می‌شوند که در مورد فلزات اکسید شده یا استیلن و کاربیدهای فلزی این گاز اکسیژن خواهد بود. هنگامی که شرایط ترمودینامیکی برآورده شدند، بخارات با گاز در مجاورت بستر واکنش می‌دهند تا فیلم‌ها را ایجاد کنند. فیلم‌های کاربید فلزی نیز می‌تواند توسط هماروایی تبخیر شود. در این فرایند، دو نوع از شمش‌ها استفاده می‌شود، یکی برای فلز و دیگری برای کربن. هر شمع با انرژی پرتوهای مختلف گرم می‌شود تا میزان تبخیر آن‌ها کنترل شود. به عنوان بخار به سطح می‌رسند، آن‌ها به‌طور شیمیایی در شرایط مناسب ترمودینامیکی برای تشکیل یک فیلم کاربید فلزی ترکیب می‌شوند.

## بستر
بستری که در آن انباشت لایه نازک اتفاق می‌افتد، از طریق سونوگرافی تمیز می‌شود و به دارنده بستر متصل می‌شود. دارنده بستر به شفت دستگیره متصل می‌شود. شفت دستکاری به صورت translationally حرکت می‌کند تا فاصله بین منبع شمش و بستر را تنظیم کند. شفت همچنین بستر را با سرعت خاصی چرخش می‌کند تا فیلم به‌طور مساوی بر روی بستر قرار گیرد. ولتاژ دیجیتال منفی 200-400 V می‌تواند به سوبسترا اعمال شود. اغلب الکترون‌های با انرژی بالا متشکل از یکی از اسلحه‌های الکترونی یا نور مادون قرمز از لامپ‌های بخاری استفاده می‌شود تا ذرات را پیش گرم کنند. گرمایش از بستر اجازه می‌دهد تا افزایش adatom -substrate و adatom-فیلم انتشار با دادن adatoms انرژی کافی برای غلبه بر موانع جنبشی. اگر یک فیلم خشن مانند نانو ذره‌های فلزی، خنک‌کننده بستر مورد نظر با آب یا نیتروژن مایع ممکن است برای کاهش طول عمر نفوذ استفاده شود، مثبت شدن موانع سینتیکی سطح. برای افزایش بیشتر زبری فیلم، بستر می‌تواند در یک زاویه شیب دار با توجه به شار برای دستیابی به سایه‌های هندسی نصب شود، جایی که خط ورودی سایه چشم روی قسمت‌های بالای فیلم در حال توسعه قرار می‌گیرد. این روش به عنوان زاویه زاویه ای (GLAD) یا انباشت زاویه لبه (OAD) شناخته می‌شود.

## انباشت پرتو یونی کمکی
سیستم‌های EBPVD با منابع یونی مجهز شده‌اند. این منابع یونی برای اچینگ و تمیز کردن، پرتاب هدف و کنترل ریزساختار بستر استفاده می‌شود. پرتوهای یونی سطح زمین را بمباران کرده و میکروارگانیسم فیلم را تغییر می‌دهند. هنگامی که انباشت بر روی سطح سوبستری داغ رخ می‌دهد، فیلم‌ها می‌توانند یک استرس کششی داخلی ایجاد کنند زیرا عدم انطباق در ضریب رشد حرارتی بین بستر و فیلم. یون‌های با انرژی بالا می‌توانند برای بمباران این پوشش‌های مقاوم به سرامیک حرارتی استفاده شوند و تنش کششی را به تنش فشاری تغییر دهند. بمباران یون همچنین چگالی فیلم را افزایش می‌دهد، اندازه دانه را تغییر می‌دهد و فیلم‌های آمورف را به فیلم‌های پی کریستالی تغییر می‌دهد. یون‌های با انرژی کم برای سطوح فیلم‌های نیمه هادی استفاده می‌شوند.

## مزایای EBPVD
نرخ انباشت در این فرایند می‌تواند مقدار کمی از 1 nm بر دقیقه تا چند میکرومتر در هر دقیقه داشته باشد.. کارایی استفاده از مواد نسبت به دیگر روش‌ها بسیار بالا بوده و این روند کنترل ساختاری و مورفولوژیکی فیلم‌ها را شامل می‌شود. با توجه به نرخ بالای انباشت، این فرایند کاربرد بالقوه ای در صنعت هوا فضا برای پوشش‌های مقاوم در برابر سایش و حرارت، پوشش‌های سخت در صنایع برش و ابزار، فیلم‌های الکترونیکی و نوری برای صنایع نیمه هادی و کاربردهای فیلم نازک خورشیدی فراهم می‌کند.

## معایب EBPVD
EBPVD یک فرایند انباشت خطی است که با فشار کم و کافی انجام می‌شود (تقریباً <10 −4 Torr). حرکت انتقالی و چرخشی شفت به پوشش سطح بیرونی با هندسه پیچیده کمک می‌کند، اما این فرایند را نمی‌توان برای پوشش دادن سطح داخلی هندسه‌های پیچیده استفاده کرد. یکی دیگر از اشکالات بالقوه این است که تخریب رشته‌ها در نرخ تبخیر غیر یکنواخت تفنگ الکترون اثر می‌گذارد.
هرچند، هنگامی که انباشت بخار با فشار تقریباً 10 −4 Torr (1.3 ‎×۱۰−۴ hPa) یا بالاتر انجام می‌شود، پراکندگی قابل توجهی از ابرهای بخار رخ می‌دهد به طوری که حتی سطوحی که در میدان دید منبع نیستند نیز می‌توانند پوشش داده شوند. به‌طور واضح، انتقال آهسته، از خط از دید به انباشت پراکنده نه تنها به وسیله فشار (یا میانگین مسیر آزاد) بلکه همچنین از طریق مسافت منبع به بستر نیز تعیین می‌شود.
برخی از مواد مناسب تبخیر شدن توسط EBPVDها نیستند. مواد مرجع زیر روش‌های تبخیر مناسب برای بسیاری از مواد را پیشنهاد می‌کنند:
- Vacuum Engineering & Materials Co., Inc.
- Kurt J. Lesker Company..

همچنین Evaporation Guide for the Elements. آکسفورد را ببینید.